# Piotr Górnikiewicz
Piotr Tadeusz Górnikiewicz (ur. 9 lipca 1972 w Tarnowie) – polski przedsiębiorca, polityk i samorządowiec, poseł na Sejm X kadencji.

## Życiorys
W 2004 ukończył zarządzanie przedsiębiorstwem w Małopolskiej Wyższej Szkole Ekonomicznej w Tarnowie. Zajął się prowadzeniem własnej działalności gospodarczej w ramach firmy reklamowej. Był też kuratorem sądowym przy Sądzie Rejonowym w Tarnowie. Działacz sportowy, w latach 2012–2016 pełnił funkcję prezesa żeńskiej drużyny siatkówki UKS Jedynka Tarnów. Był też członkiem zarządu Stowarzyszenia Pro Tarnów.
W wyborach w 2014 z listy koalicji SLD Lewica Razem uzyskał mandat radnego Tarnowa. W wyborach do Sejmu w 2015 otwierał okręgową listę koalicji Zjednoczona Lewica, która nie przekroczyła wyborczego progu. W 2018 wszedł w skład rady miejskiej kolejnej kadencji, kandydując z ramienia lokalnego komitetu.
W 2021 dołączył do Polski 2050 Szymona Hołowni. W wyborach parlamentarnych w 2023 został wybrany na posła X kadencji z okręgu tarnowskiego, startując z drugiego miejsca na liście Trzeciej Drogi i zdobywając 5180 głosów. Zasiadł w Komisji Administracji i Spraw Wewnętrznych, Komisji Obrony Narodowej oraz Komisji Kultury Fizycznej, Sportu i Turystyki. W 2024 bez powodzenia kandydował do Europarlamentu X kadencji.

## Odznaczenia i wyróżnienia
- Brązowa Odznaka „Za Zasługi dla Sportu”[9]
- „Człowiek Roku 2013” w plebiscycie „Gazety Krakowskiej”[10]

## Życie prywatne
Żonaty, ma dwójkę dzieci

## Wyniki wyborcze
| Wybory | Komitet wyborczy                | Komitet wyborczy                           | Organ                   | Okręg        | Wynik        |
| ------ | ------------------------------- | ------------------------------------------ | ----------------------- | ------------ | ------------ |
| 2014   |                                 | SLD Lewica Razem                           | Rada Miejska w Tarnowie | nr 1         | 412 (4,63%)  |
| 2015   |                                 | Zjednoczona Lewica                         | Sejm VIII kadencji      | nr 15        | 5106 (1,75%) |
| 2018   |                                 | KWW Tomasza Olszówki – Nasze Miasto Tarnów | Rada Miejska w Tarnowie | nr 4         | 566 (6,75%)  |
| 2023   |                                 | Trzecia Droga                              | Sejm X kadencji         | nr 15        | 5180 (1,28%) |
| 2024   | Parlament Europejski X kadencji | Trzecia Droga                              | nr 10                   | 5976 (0,40%) |              |